# Erot
Erot (av grek. eros "kärlek"), även kallad amorin eller kupido, betecknar en kärleksgud i form av en bevingad barngestalt.
Eroter förekom i antikens konst och konsthantverk och återkom i barockens och rokokons dekorationsmotiv.